# Odette Hallowes
Odette Sansom Hallowes GC, MBE (28 de abril de 1912 – 13 de março de 1995), também conhecida como Odette Sansom e como Odette Churchill, foi uma oficial de inteligência dos Aliados durante a Segunda Guerra Mundial. Suas façanhas bélicas e a resistência de um interrogatório brutal, que foram narrados nos livros e num filme, fez dela uma das mais célebres membros da Executiva de Operações Especiais (SOE), organização britânica de espionagem e de sabotagem, e uma das poucas sobreviventes da prisão nazista. Foi a primeira mulher a receber a Cruz de Jorge e a ser indicada como Chevalier da Ordem Nacional da Legião de Honra.

## Primeiros anos
Nasceu Odette Marie Céline Brailly, em Amiens, na França, filha do gerente bancário, Gaston Brailly, que foi morto em Verdun pouco antes do Armistício de 1918, e recebeu postumamente a Cruz de Guerra e a Medalha Militar pelo heroísmo. Odette tinha um irmão. Quando criança, ela contraiu doenças graves, uma das quais a cegou por três anos e meio, do mesmo modo que a poliomielite a deixou acamada durante meses. Conheceu o inglês Roy Sansom em Bolonha, com quem se casou em 1931, e, juntos, passaram a morar na Inglaterra. O casal teve três filhos: Françoise, Lily e Marianne. Roy Sansom entrou para o exército no começo da Segunda Guerra Mundial, e Odette Samson e os filhos se mudaram para Somerset, com propósito de se manterem seguros.

## À serviço durante a Segunda Guerra Mundial
Após cinco tentativas - incluindo um acidente de aviação -, Lise conseguiu desembarcar em Cannes, França, ocupada pelas forças nazis, a 31 de outubro de 1942. 
Apresentou-se ao seu oficial superior, o capitão Peter Churchill (cujo nome de código era Raoul), e começa então a responder com bastante êxito às missões que lhe vão sendo atribuídas pelo SOE. Pelo caminho, Peter e Odette apaixonam-se. Terá sido esse romance que fez com que outro agente os entregasse às forças do Eixo. 
Em 1943 são detidos e enviados para uma prisão em Paris, e Lise é entregue à Gestapo. Interrogaram-na - e torturaram-na - 14 vezes. Mesmo quando lhe arrancaram as unhas, respondeu sempre a todas as questões da mesma forma: “Não tenho nada a dizer”.
Em julho de 1944 é enviada para Ravensbrück, um campo de concentração feminino localizado a cerca de 90 quilómetros de Berlim. Aqui sobreviveu a um verdadeiro inferno: deixavam-na semanas sem comer, num bunker com o aquecimento central ligado no máximo. Noutras ocasiões deixavam-na gelar até à hipotermia. Contraiu escorbuto e tuberculose e foi deixada completamente no escuro durante três meses e 11 dias. Ficou quase completamente careca, com a pele coberta de chagas, os gânglios inchados como toranjas. Quando o seu corpo estava prestes a ceder, reanimavam-na com injeções. Aguentou o martírio sem entregar o nome de nenhum agente. 
Quando as forças dos Aliados entram na Alemanha, a 3 de maio de 1945, o diretor do campo de Ravensbrück, Fritz Suhren, resolve tentar escapar e usar Lise, pelas suas conexões com a família Churchill, como salvo-conduto. Quando a entrega aos militares norte-americanos, a espia ordena imediatamente a sua prisão. O comandante acabará enforcado por crimes de guerra. De volta ao Reino Unido, Odette e Peter acabam por se casar em 1947. O amor que também a fez superar o cárcere não teve um final feliz: divorciaram-se em 1956.
Em 1946, Lise - já como Odette Sansom - foi agraciada com a George Cross por se ter recusado a trair os seus colegas sob tortura. Aceitou a condecoração - apenas uma de muitas - em nome dos camaradas que não tinham sobrevivido. Independentemente do sexo, tornou-se o agente do SOE mais condecorado da história da II Guerra Mundial.
Depois da guerra, a espia tornou-se uma heroína nacional ao ponto de, na década de 50, a sua história ter sido contada num filme que fez sucesso em Inglaterra e nos EUA. Apesar disso, fugiu sempre da fama. Morreu em 1995, aos 82 anos.